# كارميل ماكافري
كارميل ماكافري هي مؤلفة كتب أيرلندية ومحاضرة في التاريخ والأدب والثقافة واللغة الأيرلندية في جامعة جونز هوبكنز ومعهد سميثسونيان .

## سيرة شخصية
ولدت ماكافري في دبلن بأيرلندا، وتدرس التاريخ الأيرلندي والأدب الأيرلندي بجامعة جونز هوبكنز في بالتيمور بولاية ماريلاند . وهي أيضا محاضرة مداومة في معهد سميثسونيان في واشنطن العاصمة . أسست وحررت المراجعة الأدبية Wild About Wilde (1986–1996) المخصصة لأعمال الكاتب الأيرلندي في القرن التاسع عشر أوسكار وايلد .  كانت المستشارة التاريخية لسلسلة برنامج PBS / RTÉ ذو الأجزاء الثلاثة بحثًا عن أيرلندا القديمة (2002) ومؤلفة مشاركة لكتاب يحمل نفس العنوان. تعرض هذه السلسلة التلفزيونية، مثل الكتاب، تاريخ أيرلندا من العصر الحجري الحديث إلى الغزو الإنجليزي في القرن الثاني عشر.  مكافري مؤلف كتاب " البحث عن أبطال أيرلندا: قصة الإيرلنديين من الغزو الإنجليزي إلى يومنا هذا" (2006). 